# Буржет ан Иј
Буржет ан Иј (фр. Bourget-en-Huile) насеље је и општина у источној Француској у региону Рона-Алпи, у департману Савоја која припада префектури Шамбери.
По подацима из 2011. године у општини је живело 147 становника, а густина насељености је износила 21,65 становника/km². Општина се простире на површини од 6,79 km². Налази се на средњој надморској висини од 830 метара (максималној 1.744 m, а минималној 795 m).

## Демографија
| 1962. | 1968. | 1975. | 1982. | 1990. | 1999. | 2011. |
| ----- | ----- | ----- | ----- | ----- | ----- | ----- |
| 85    | 91    | 96    | 99    | 81    | 125   | 147   |

График промене броја становника у току последњих година